# Hyposmocoma empetra
Hyposmocoma empetra – gatunek motyla z rodziny Cosmopterigidae. Jest on endemiczny dla hawajskiej wyspy Oʻahu, występuje jedynie w górach Koolau.